# Kateřina Razýmová
Kateřina Razýmová, född Beroušková den 10 september 1991 i Domažlice, är en tjeckisk längdåkare som tävlar i världscupen. Razýmová deltog vid de olympiska vinterspelen 2018 i Pyeongchang och har representerat Tjeckien vid världsmästerskapen 2017, 2019 och 2021.
Razýmová debuterade i världscupen när hon deltog i sprinten i Nové Město den 11 januari 2014 där hon slutade på 66:e plats. Hennes bästa individuella resultat i världscupen är femte plats som hon uppnådde den 30 november 2019 i Ruka på 10 km i klassisk stil med individuell start.

## Resultat

### Olympiska spel
| Tävling          | 10 km | Skiathlon | 30 km | Sprint | Stafett | Lagsprint |
| ---------------- | ----- | --------- | ----- | ------ | ------- | --------- |
| Pyeongchang 2018 | 45:e  | 38:e      | 23:e  | 26:e   | 11:e    | 11:e      |

### Världsmästerskap
| Tävling         | 10 km | Skiathlon | 30 km | Sprint | Stafett | Lagsprint |
| --------------- | ----- | --------- | ----- | ------ | ------- | --------- |
| Lahtis 2017     | 28:e  | 27:e      | 27:e  | —      | 11:e    | —         |
| Seefeld 2019    | 37:e  | 29:e      | 37:e  | —      | 11:e    | —         |
| Oberstdorf 2021 | 25:e  | 14:e      | 19:e  | —      | 8:e     | 8:e       |